# Produktroute (Westlausitz)
Die Produktroute ist ein insgesamt 62 Kilometer langer Radwanderweg in Sachsen. Die Strecke wurde zusammen mit der Naturerlebnis-, der Kultur- sowie der überregionalen Röderradroute am Tag des offenen Denkmals 2014 eröffnet. Das Thema der Stationen des Radwegs ist das lokale Handwerk.

## Strecke
Als Startpunkte der Produktroute werden Arnsdorf oder Bischofswerda empfohlen. Von Arnsdorf führt die Strecke über Wallroda nach Kleinröhrsdorf. Danach verläuft die Route als Rundweg über Pulsnitz, Steina, Elstra, Rammenau und Großröhrsdorf. Die Stationen in Bischofswerda werden von Rammenau aus erreicht. Zur Produktroute gehören insgesamt 16 Stationen.

## Stationen der Route
Entlang der Produktroute befinden sich die folgenden Stationen zum Thema Handwerk und Produktion:
- Arnsdorf: Kelterei
- Wallroda: Kunstblumenmanufaktur
- Großröhrsdorf: Böhmisch Brauhaus, Technisches Museum der Bandweberei
- Pulsnitz: Pfefferküchlereien und Pfefferkuchen-Schauwerkstatt, Blaudruckwerkstatt, Töpferei
- Steina: Holzkunstwerkstatt, Töpfereien
- Elstra: Töpferei
- Rammenau: Alte Schmiede mit Schauwerkstatt, Hofladen
- Bischofswerda: Holzkunstwerkstatt, Buchbinderei, Töpferei

Galerie

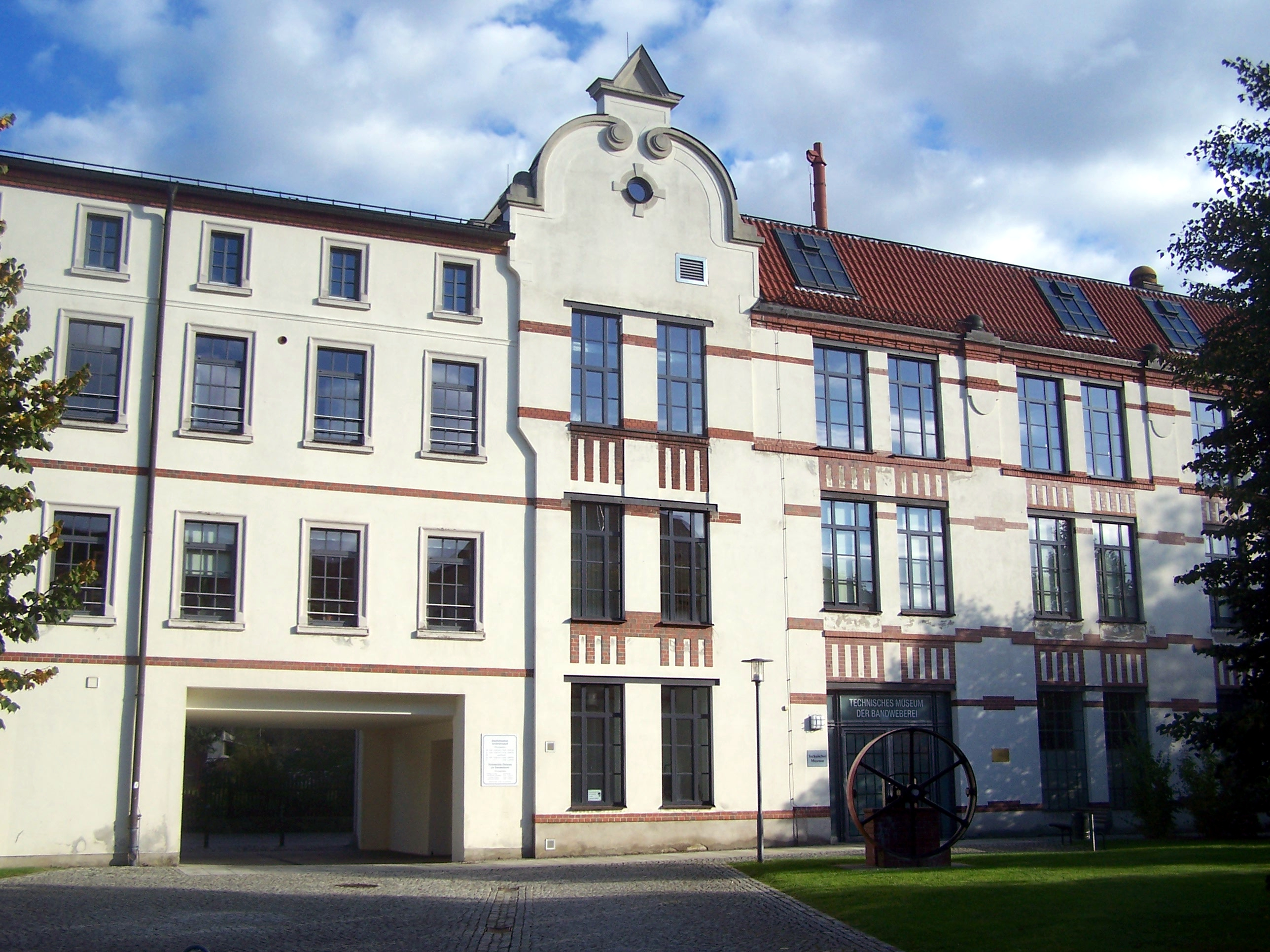
Großröhrsdorf
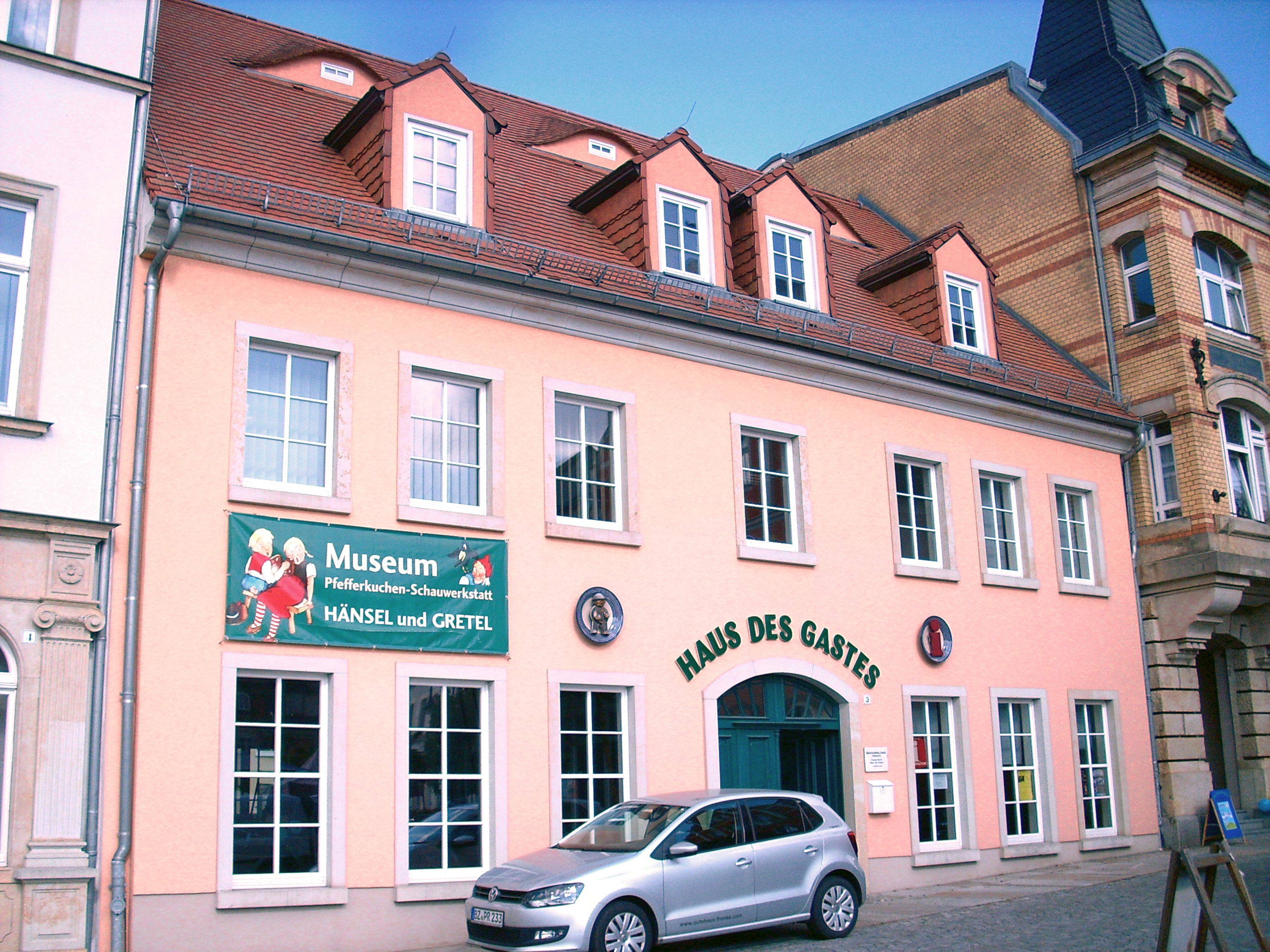
Pulsnitz
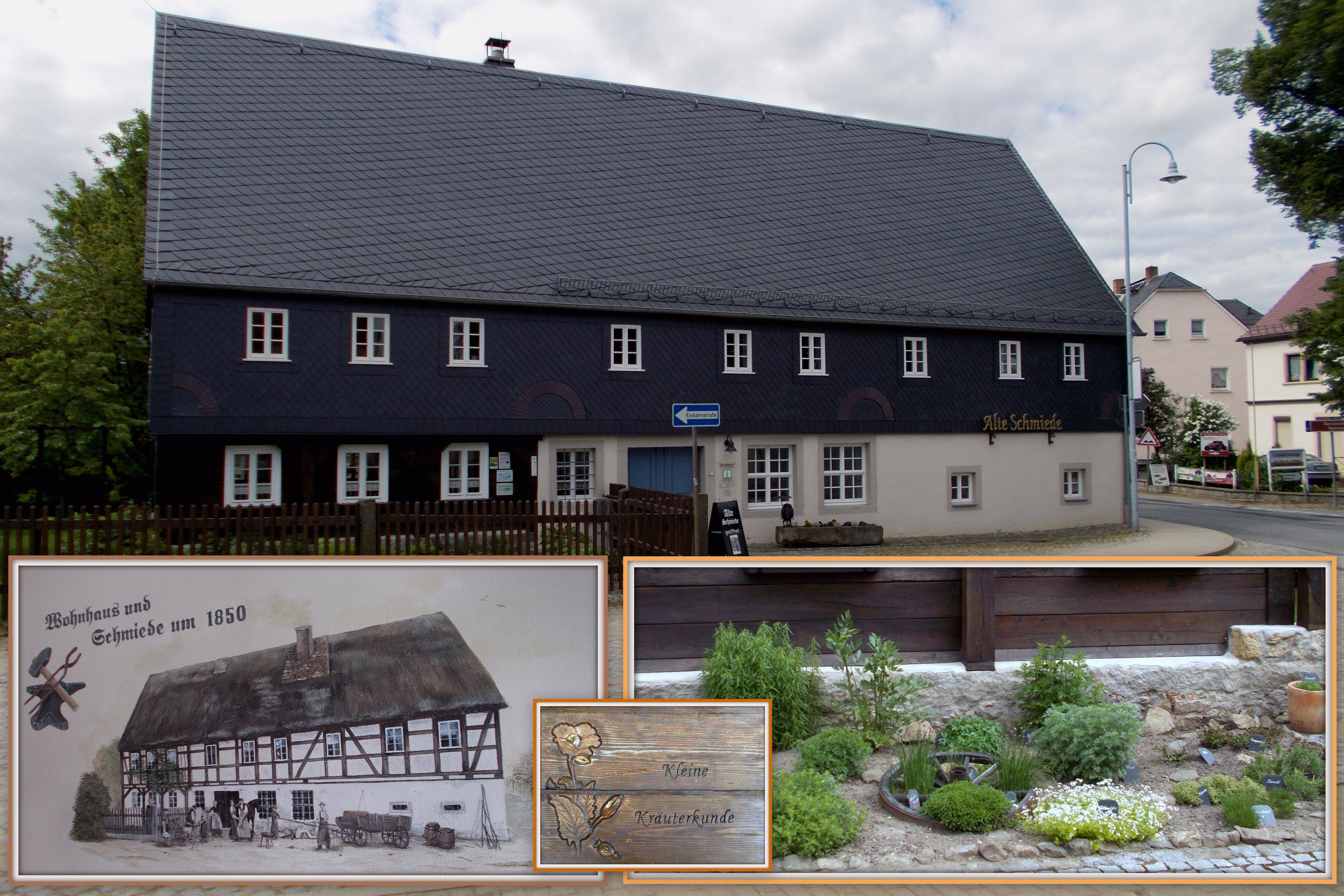
Rammenau
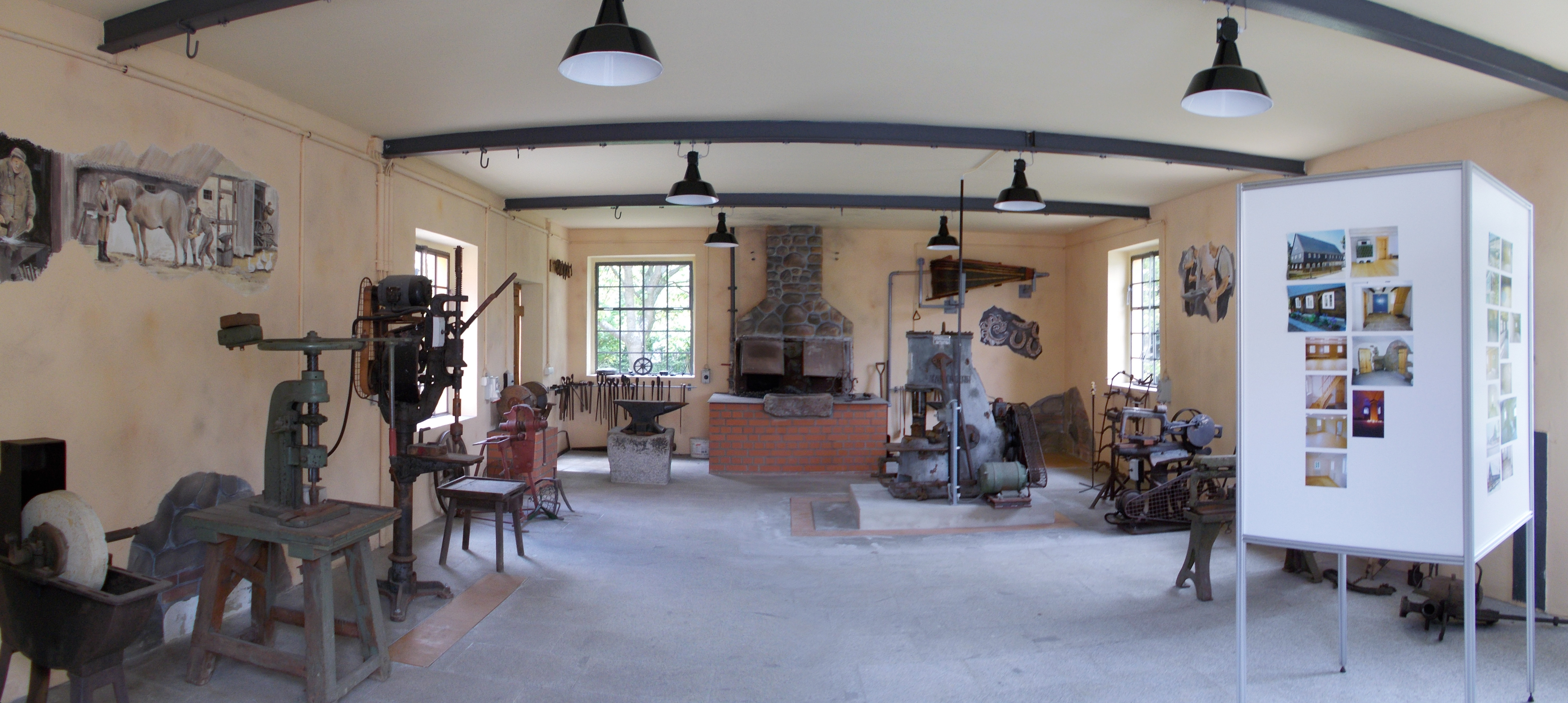
Schauschmiede
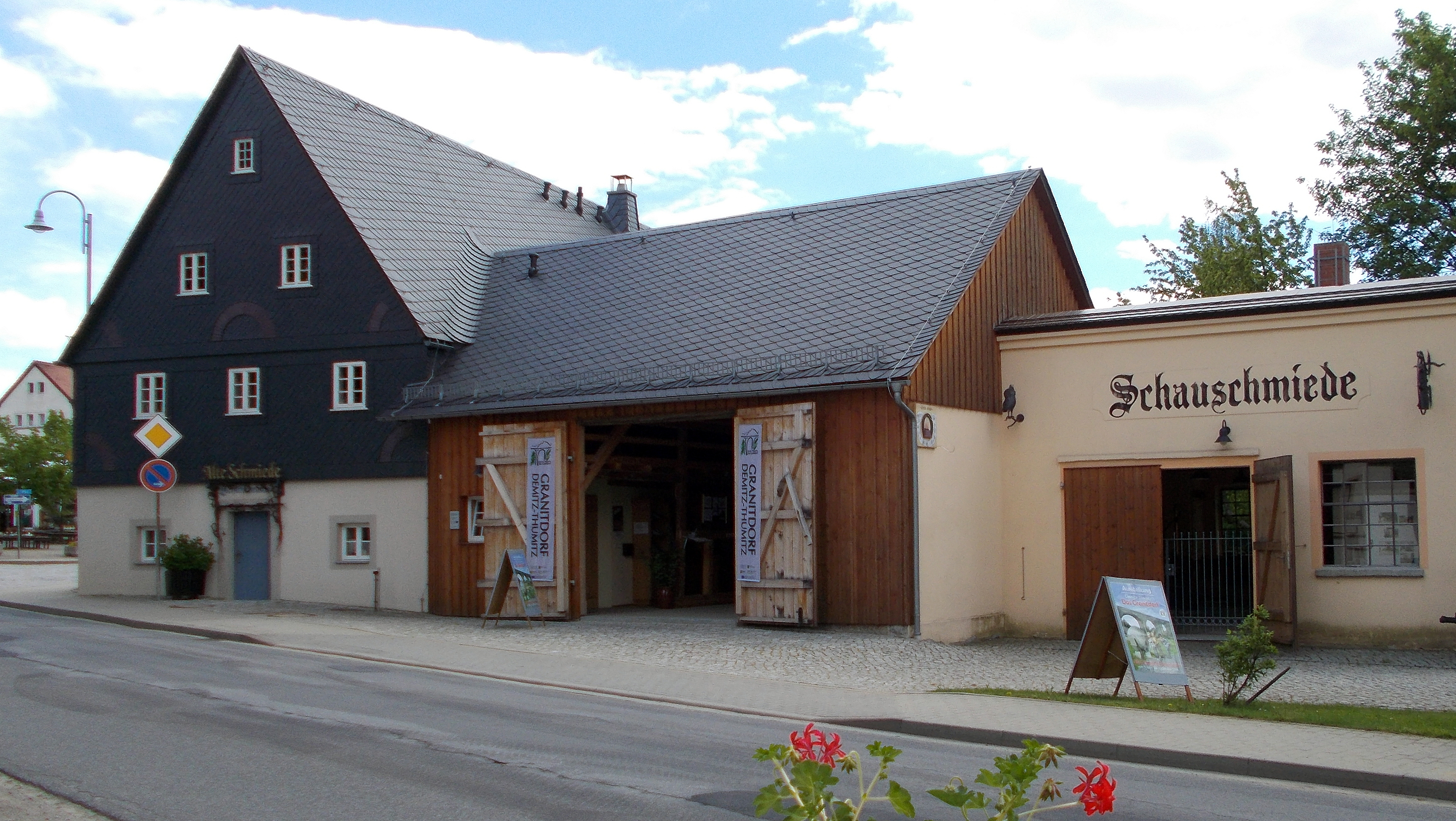
Schauscheune